# Maurice Keen
Maurice Hugh Keen (ur. 30 października 1933 w Londynie, zm. 11 września 2012) – brytyjski historyk specjalizujący się w historii średniowiecza.

## Życiorys
W latach 1961-2000 był związany z Balliol College w Oksfordzie. Członek Królewskiego Towarzystwa Historycznego i Akademii Brytyjskiej. W 2004 roku został odznaczony Orderem Imperium Brytyjskiego.

## Wybrane publikacje[1]
- The Outlaws of Medieval Legend (1961)
- The Laws of War in the Late Middle Ages (1965)
- The Pelican History of Medieval Europe (1968)
- England in the Later Middle Ages (1973)
- Chivalry (1984); polskie wydanie Rycerstwo (seria Rodowody Cywilizacji), Państwowy Instytut Wydawniczy (2014)
- Some Late Mediaeval Views on Nobility (1986)
- Social History of Britain, 1348-1500 (1990)
- Nobles, Knights and Men-at-arms in the Middle Ages (1996)
- Origins of the English Gentleman (2002)